# Cornelis de Vos

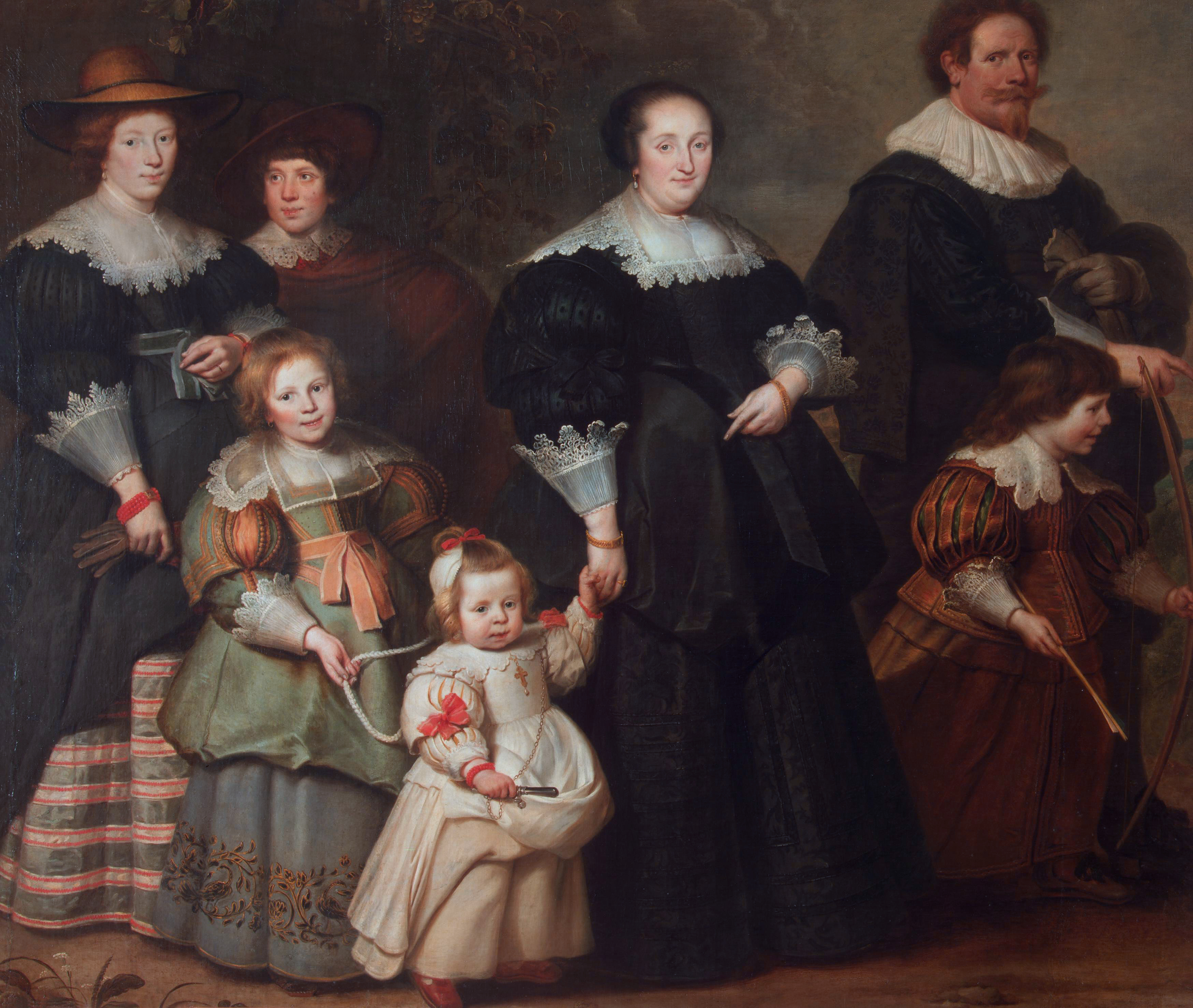
Selbstbildnis des Künstlers mit Frau und Kindern

Cornelis de Vos (* 1584 oder 1585 in Hulst, Flandern; † 9. Mai 1651 in Antwerpen) war ein flämischer Maler, Zeichner und Kunsthändler. Er war einer der führenden Porträtmaler in Antwerpen und ist vor allem bekannt für seine einfühlsamen Porträts, insbesondere von Kindern und Familien. Er war auch in anderen Genres erfolgreich, darunter Historien-, Religions- und Genremalerei. Er arbeitete regelmäßig mit Rubens zusammen.

## Leben
Er wurde geboren in Hulst bei Antwerpen (jetzt in der niederländischen Provinz Zeeland). Über seine Kindheit ist wenig bekannt. Sein Vater zog 1596 mit seiner Familie nach Antwerpen. Cornelis und seine jüngeren Brüder Paul und Jan (oder Hans) studierten bei dem wenig bekannten Maler David Remeeus (1559–1626). Im Jahr 1599 wird de Vos als Schüler von Remeeus erwähnt, während er am 8. Mai 1604 als der Hauptassistent von Remeeus bezeichnet wird.

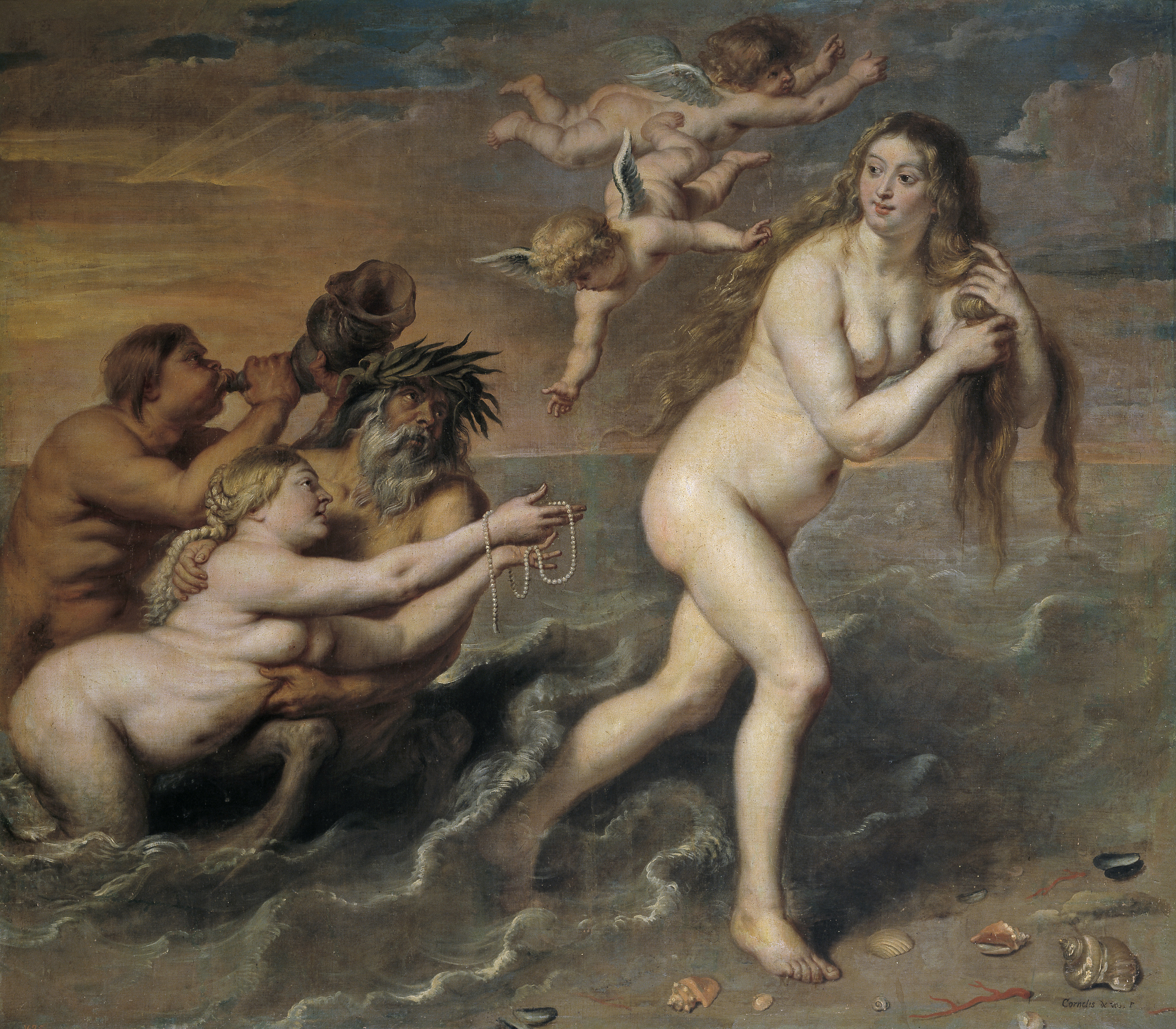
Die Geburt der Venus

Am 29. April 1604 ersuchte de Vos den Antwerpener Stadtrat um einen Pass, der ihm die Reise ermöglichen sollte. Dies war ein notwendiges Verfahren für Künstler, die sich im Ausland ausbilden lassen wollten. Es ist nicht bekannt, ob der junge Künstler tatsächlich die Stadt verließ, um im Ausland zu studieren. De Vos wurde 1608 im Alter von 24 Jahren Freimeister der Lukasgilde in Antwerpen. Als er 1616 Bürger von Antwerpen wurde, führte er seinen Beruf als Kunsthändler auf.
Cornelis de Vos heiratete am 27. Mai 1617 Susanna Cock, die Halbschwester des Landschaftsmalers Jan Wildens.  Das Paar hatte 6 Kinder. Seine Schwester Margaretha heiratete den bekannten Tiermaler Frans Snyders. Seine Ehe bestätigte und festigte de Vos' Rolle im künstlerischen Leben Antwerpens.

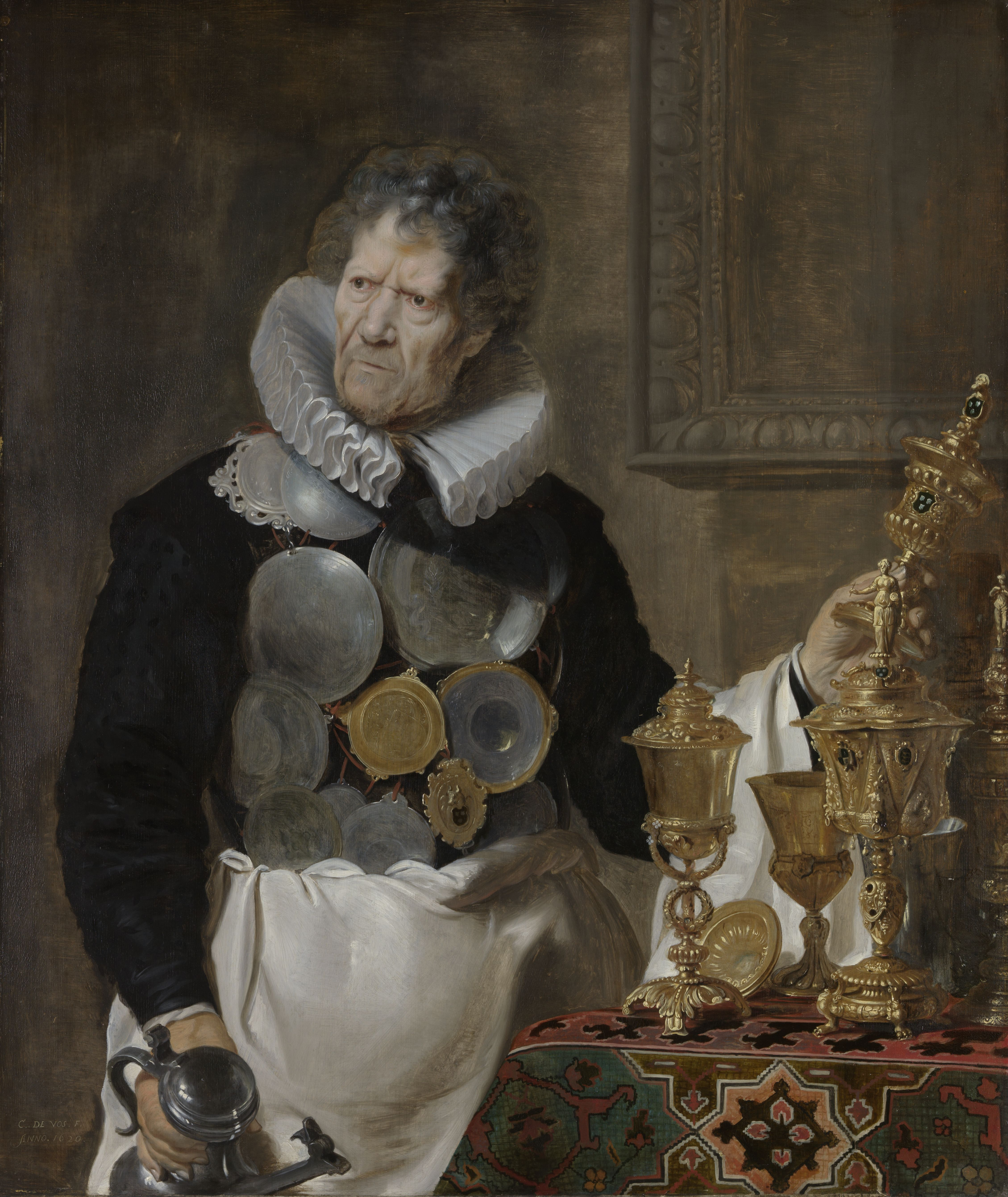
Abraham Grapheus, 1620

1619 diente de Vos als Dekan der Lukasgilde in Antwerpen.  Im selben Jahr ersuchte er den Antwerpener Stadtrat um die Erlaubnis, als Kunsthändler den Pariser Markt Saint-Germain besuchen zu dürfen. Im Jahre 1620 wurde de Vos in Anerkennung seiner Stellung in der Stadt zum Hohen Dekan der Lukasgilde gewählt.
De Vos entwickelte eine rege Praxis als Maler, insbesondere von Porträts.  Im Jahr 1620 malte er das Porträt des Malers Abraham Grapheus. (Königliches Museum der Schönen Künste, Antwerpen).  Er stiftete das Werk der Malerkammer der Sankt-Lukas-Gilde.  De Vos erhielt mehrere Aufträge für Familienporträts von lokalen Mäzenen wie dem wohlhabenden Kaufmann Joris Vekemans, der 1624 einen Porträtzyklus seiner Familienmitglieder bestellte.   1627 genoss er königliches Mäzenatentum, als 6 königliche Porträts von [Philipp IV. von Spanien], den Erzherzögen Albrecht und Isabella, Heinrich III. von Frankreich, Heinrich IV. von Frankreich und Maria de’ Medici in Auftrag gegeben wurden.  Er arbeitete auch im Auftrag religiöser Institutionen. 1628 malte er seine einzige bekannte Landschaft, eine View of Hulst, die er seiner Heimatstadt schenkte, wo sie noch heute im Rathaus ausgestellt ist.

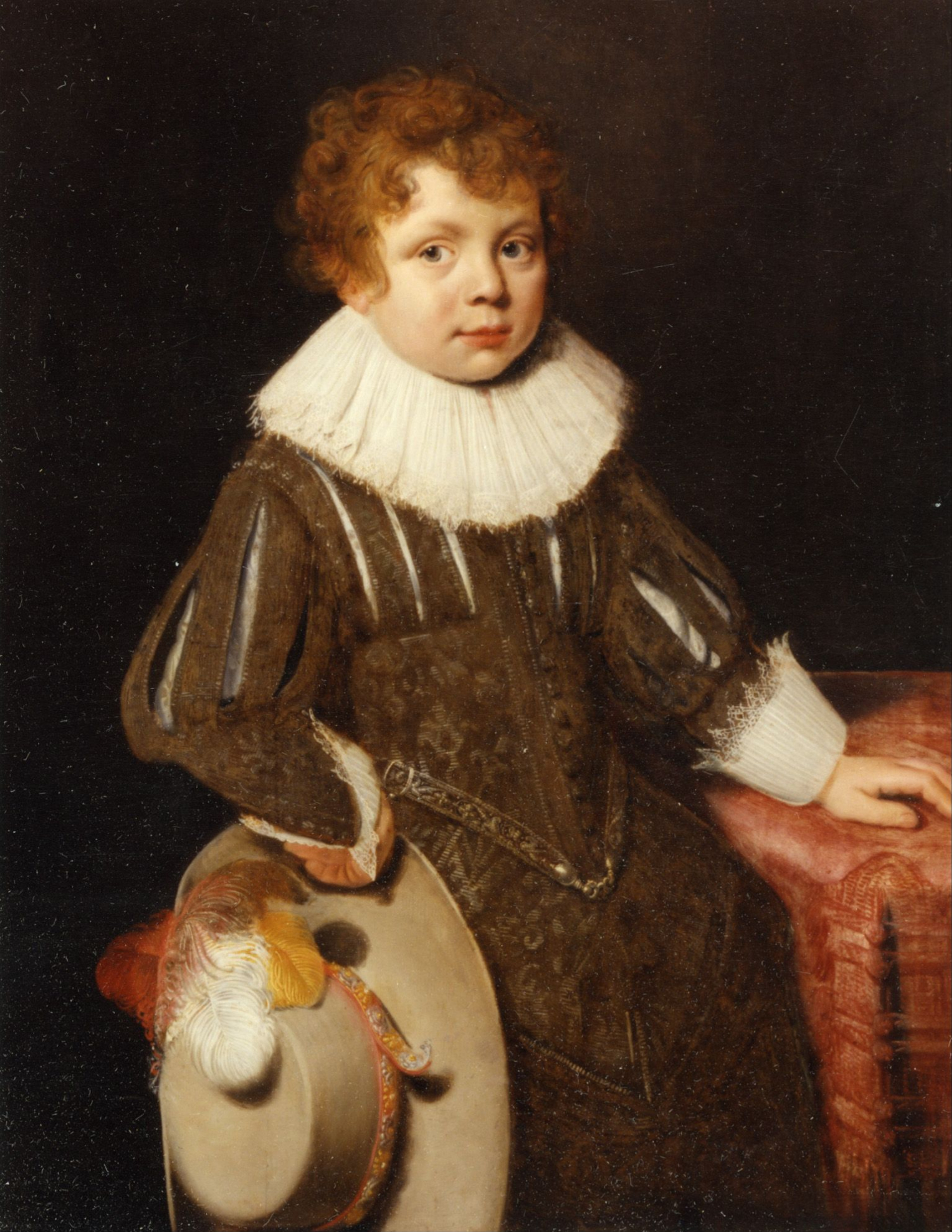
Porträt eines 4-jährigen Jungen

Während dieser arbeitsreichen Zeit als Maler betrieb de Vos weiterhin einen Kunsthandel. Er schuf auch Werke speziell für den Export, vor allem nach Spanien.
Cornelis de Vos war einer der Künstler, die 1635 an den Dekorationen für die 'Blijde Inkomst' (feierlicher Einzug) des Kardinal-Infanten Ferdinand in Antwerpen, ein Projekt das unter der allgemeinen Leitung von Rubens stand. Andere Antwerpener Künstler wie sein Bruder Paul de Vos, Theodoor Rombouts, Gaspar de Crayer, Jan Cossiers, Pieter Snayers, Thomas Willeboirts Bosschaert, Theodoor van Thulden und Johann Bockhorst, arbeiteten ebenfalls an diesem großen Auftrag. De Vos schuf für dieses Projekt dekorative Gemälde nach Entwürfen von Rubens, einschließlich lebensgroßer Porträts des Kaisers Maximilian I. und seines Enkels Karl V.
In den Jahren 1636–1638 erhielt die Werkstatt von Rubens einen großen Auftrag zur Anfertigung mythologischer Dekorationen für den Jagdpavillon Torre de la Parada des spanischen Königs Philip IV. von Spanien in der Nähe von Madrid. Für dieses Projekt malte de Vos zusammen mit einer Reihe von Malern aus dem Kreis um Rubens Dekorationen nach Ölskizzen von Rubens.
De Vos starb in Antwerpen, wo er in der Liebfrauenkathedrale begraben wurde.
Zu seinen Schülern gehörten Jan Cossiers, Alexander Daemps und Simon de Vos (mit dem er nicht verwandt war).

## Werke

### Allgemein

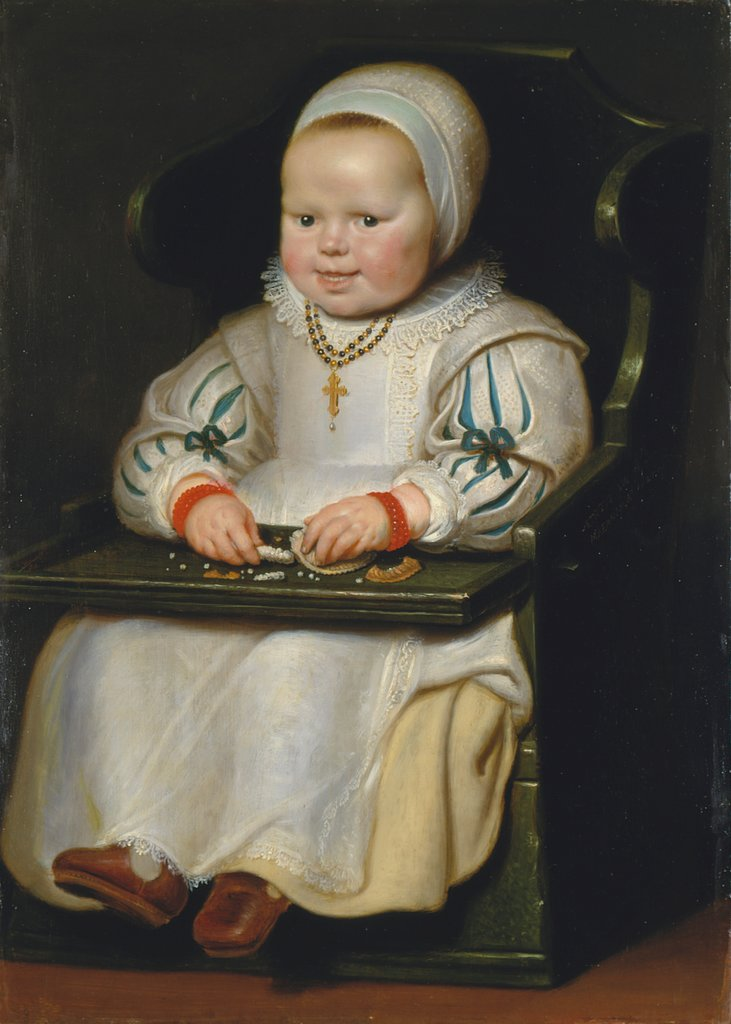
Porträt von Susanna de Vos

Cornelis de Vos malte in verschiedenen Genres.  Zunächst malte er vor allem Porträts sowie mythologische, biblische und historische Szenen.  In den späten 1620er Jahren schuf er auch einige monumentale Genrebilder.  Er benutzte das Monogramm CDVF.
Sein Frühwerk zeigt einen deutlichen Einfluss von Rubens in Bezug auf Sujets, Motive und caravaggeske Einflüsse. Sein Werk zeichnet sich durch eine warme Farbpalette und eine raffinierte Wiedergabe von Stoffen und schimmerndem Schmuck mit einem Auge für Details. Wichtige Merkmale seines persönlichen Stils waren die luzide Plastizität des gemalten Fleisches und die helle Taktilität der Glanzlichter. Er benutzte eine flüssige und transparente Technik und wandte feine Pinselstriche an.
Während er in seinem Spätwerk aus den dreißiger Jahren mit einer lockereren, malerischeren Technik malte und die Details weniger präzise wiedergab, wie in der Portrait einer jungen Frau (Mitte der 1630er Jahre, Metropolitan Museum of Art), blieb seine Gesamttechnik immerhin weich und sanft.

### Porträts
De Vos war am erfolgreichsten als Maler von Einzel- und Gruppenporträts, einem Genre, in dem er seinen eigenen Stil entwickelte. Nach der Abreise von Anthonis van Dyck nach England im Jahr 1621 und Rubens' Abwesenheit in Antwerpen in diplomatischer und künstlerischer Mission wurde de Vos der führende Porträtist der Antwerpener Hochbürger- und Patriziergesellschaft. Seine Porträts zeigen den Einfluss van Dycks. Er setzte seine Sujets in zurückhaltende, aber reichhaltige Interieurs.  Durch ein gleichmäßiges, helles Licht und weiche Hell-Dunkel-Effekte gelang ihm eine sensible Darstellung der Charaktere seiner Porträtierten und der unterschiedlichen Texturen ihrer Kleider. Erst nach van Dycks Rückkehr nach Antwerpen 1627 begann er, Porträts in voller Länge zu malen.  In diesen Porträts wird die Figur typischerweise vor Architektur und eine offene Landschaft gestellt.

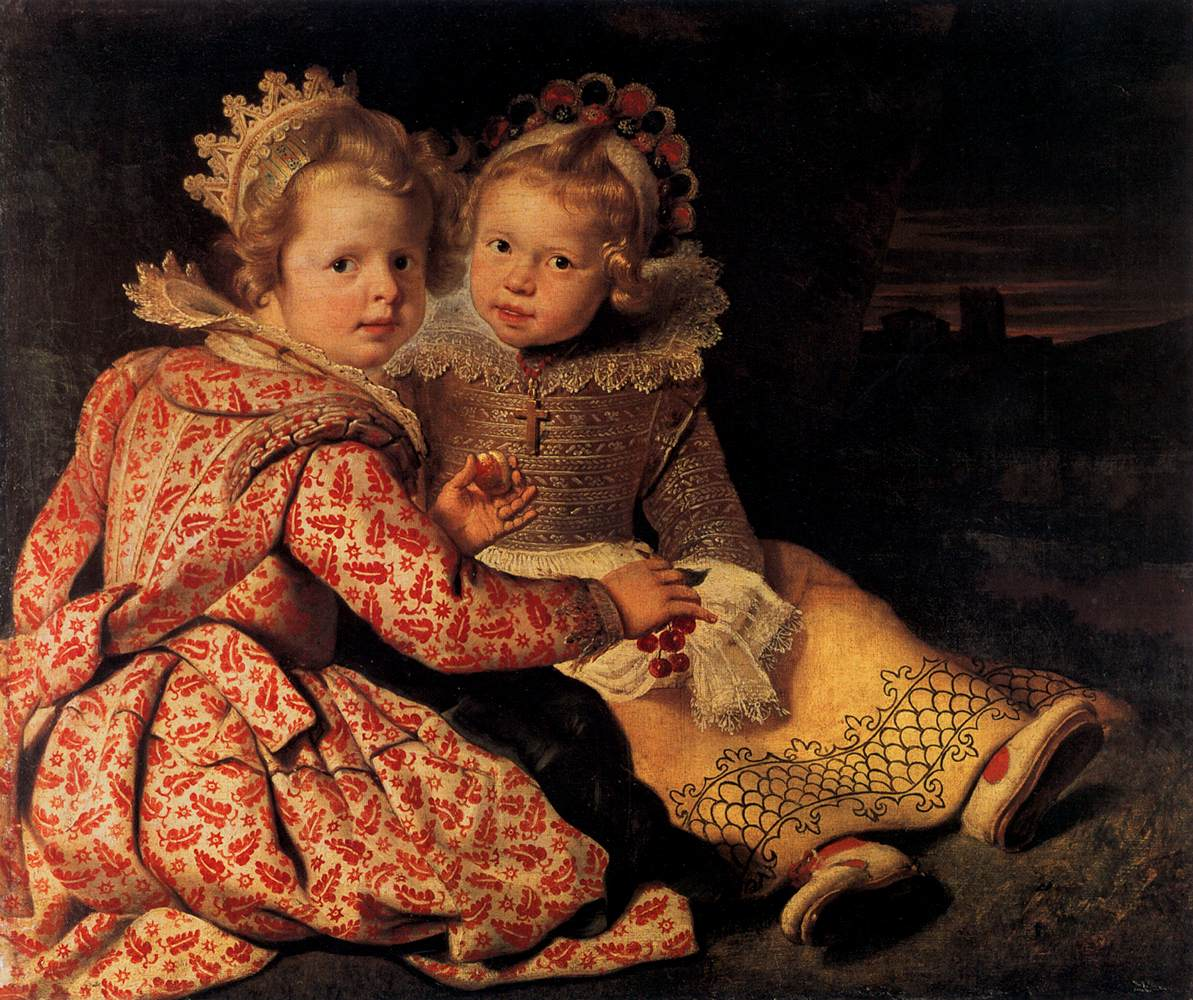
Porträt von Magdalena und Jan Baptist, den ältesten Kindern des Künstlers

Besonders gekonnt malte er sowohl Gruppenporträts als auch Kinderporträts. Während de Vos' Porträts eine neue Geläufigkeit des Malstils und Spontaneität in der Darstellung von Kindern aufweisen, wurde dies mit einer Einfachheit frei von Rhetorik kombiniert, die an die früheren flämischen Meister anknüpft. De Vos' Porträts sind in der Lage, eine entspannte und warme menschliche Zuneigung zu vermitteln.  In seiner Darstellung von Kindern war er ein Meister darin, deren durchsetzungsfähige Persönlichkeit und spielerische Energie auszudrücken. Dies brachte ihm die Anerkennung von Mäzenen ein, die zahlreiche Kinderporträts oder Familienporträts mit Kindern in Auftrag gaben.
Er schuf einige eindrucksvolle und intime Porträts seiner eigenen Kinder. In a Porträt seiner Tochter Susanna (1617, Städel) malte er seine Tochter Susanna in einer sehr informellen Weise.  Auf den ersten Blick scheint das Bild eher ein Genrebild als ein Porträt eines bestimmten Kindes zu sein.  Es ist klar, dass das Bild für den persönlichen Gebrauch bestimmt war, da er seine Tochter in einer sehr intimen Umgebung beim Mampfen von Süßigkeiten darstellte. In der Porträt von Magdalena und Jan Baptist, den ältesten Kindern des Künstlers, de Vos porträtiert seine Kinder nicht aus der Ferne, sondern nahe an den Raum des Betrachters herangeführt. Magdalena blickt den Betrachter über die Schulter zurück und scheint ihn einzuladen, während Jan Baptist sich mit geneigtem Kopf nach vorne beugt und den Betrachter ebenfalls anstarrt. Er hat seine Füße ausgestreckt und die Sohlen seiner Schuhe sind sichtbar. In vielen seiner Porträts verwendete de Vos Früchte als symbolische Attribute für seine Dargestellten. Auf dem Porträt seiner beiden ältesten Kinder hält Magdalena Kirschen in der rechten Hand und einen Pfirsich in der linken Hand. Pfirsiche und Kirschen sind sowohl Symbole der Jugend als auch der Fruchtbarkeit.
Seine Familienporträts betonen den Begriff des Familienglücks, wobei die Ehe und die unmittelbare Familie die zentralen Werte darstellen. Da de Vos' Mäzene hauptsächlich aus dem Antwerpener Bürgertum und weniger aus der Aristokratie stammten, stand er weniger unter Druck, seine Dargestellten durch rhetorische Gesten und höfische Anmut zu vergrößern, wie es in van Dycks Porträts üblich ist.  Er stellt die Beziehungen zwischen den Dargestellten durch einfühlsame Handgesten dar, die oft in einem komplexen Kontrapunkt eingesetzt werden: Geben, Empfangen, Berühren, Beruhigen.  Die Errungenschaften seiner Porträtierten werden durch ihre üppige Kleidung und die aufwendig dekorierten Innenräume zur Geltung gebracht, während die Dargestellten selbst ein solides, liebenswürdiges und ruhiges Selbstbewusstsein ausstrahlen.

### Historienmalerei

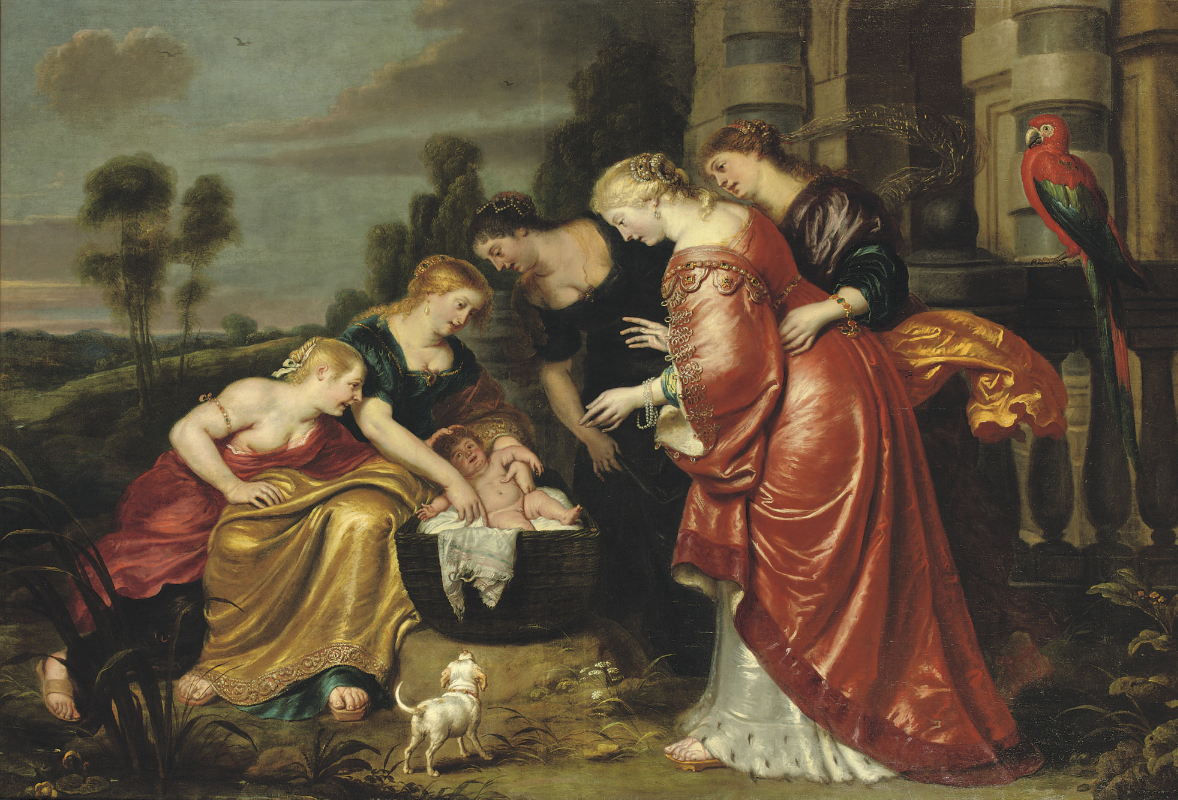
Der Fund des Moses

Während Cornelis de Vos in der ersten Hälfte des 17. Jahrhunderts einer der führenden Porträtmaler Antwerpens war, war er auch ein gefragter Maler von Historienbilder. Insbesondere nach ca. 1635 erkannte de Vos, ein erfolgreicher Kunsthändler, wahrscheinlich die wachsende Nachfrage nach Historienbildern auf dem lokalen und internationalen Markt. Von diesem Zeitpunkt an realisierte er Geschichtsbilder mit einer größeren thematischen Vielfalt, während seine Porträtproduktion zurückging.
De Vos' Historiengemälde stützten sich als erste Inspiration auf Kompositionen von Rubens.  Ein Beispiel dafür findet sich in Der Fund des Moses (ca. 1631–1635, versteigert bei Christie’s am 6. Mai 2008, Amsterdam, Auktionslos 82).  Dieses Gemälde geht auf ein verschollenes Gemälde von Rubens mit derselben Komposition und demselben Sujet zurück, das nur durch eine Kopie in einer Privatsammlung in Genf bekannt ist.
Ab 1624 gab Cornelis de Vos seine dick aufgetragenen Pinselstriche zugunsten eines helleren Malstils auf und stellte Landschaften in den Hintergrund. Dieser Wandel geschah wahrscheinlich unter dem Einfluss von Rubens. Ab etwa 1630 wurden seine Kompositionen weniger reliefartig und seine Figuren realistischer in den Raum gestellt. Auch der Landschaft wurde allmählich mehr Aufmerksamkeit geschenkt, während die Mimik intensiver und die Architektur im Hintergrund stärker entwickelt wurde. Diese Veränderungen folgten den zeitgenössischen Entwicklungen des Barockstils.

### Genrebilder

Spieler und Kurtisanen unter einem Zelt

Weniger bekannt sind die Genrebilder von Cornelis de Vos.  Diese ähneln den Caravaggio-beeinflussten Kompositionen seiner Zeitgenossen und Schüler wie Jan Cossiers, Simon de Vos und Theodoor Rombouts.  Ein Beispiel ist Das Kartenspiel (Nationalmuseum, Stockholm), das die Spieler bei einem Kartenspiel zeigt, ein Thema, das bei den flämischen Anhängern Caravaggios sehr beliebt war.  Die Komposition ist auch durch einen Stich bekannt, der von Alexander Voet der Ältere in den 1630er Jahren angefertigt wurde und der Cornelis de Vos eindeutig als den Autor des Originalgemäldes identifiziert.
Eine weitere Variation über das Thema Spieler, Spieler und Kurtisanen unter einem Zelt (Musée de Picardie), wurde de Vos aufgrund seiner Ähnlichkeit mit dem Werk in Stockholm zugeschrieben. Zuvor wurde es dem französischen Caravaggio-Anhänger Valentin de Boulogne zugeschrieben.

### Zusammenarbeit
Cornelis de Vos arbeitete oft mit Künstlerkollegen zusammen, wie es zu jener Zeit in Antwerpen üblich war. Er malte die Staffage in Stillleben seines Schwagers Frans Snyders und im Gegenzug malten sein Bruder Paul und Frans Snyders die Früchte, Tiere, Silberplatten und Rüstungen in seinem eigenen Werk. Jan Wildens, ein weiterer Schwager, assistierte bei den Landschaften in vielen seiner Werke.

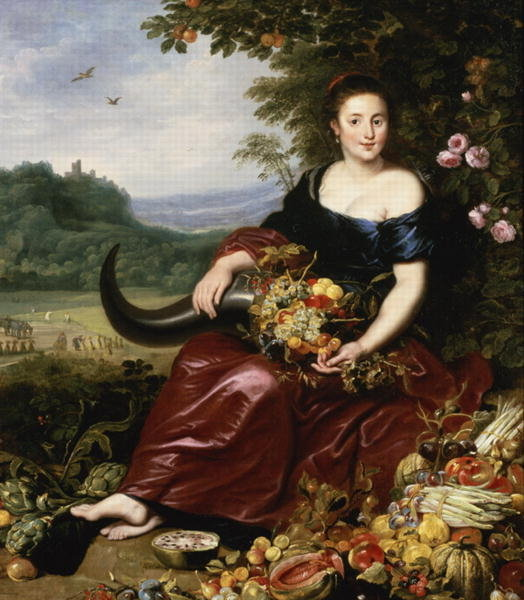
Allegorie der Erde, eine Zusammenarbeit mit Paul de Vos

De Vos war ein häufiger Mitarbeiter von Rubens. Um 1617 malte er zwei Tafeln, die Anbetung der Hirten und die Präsentation im Tempel, die Teil einer Reihe von Gemälden zum Thema des „Mysterium des Rosenkranzzyklus“ waren, an denen andere lokale Maler, darunter Rubens (der das Projekt leitete), van Dyck und Jacob Jordaens teilnahmen.  De Vos' zwei Gemälde gesellten sich zu den 13 Gemälden, die diese anderen Maler für die Antwerpener Pauluskirche malten. Hier flankierten sie die Madonna vom Rosenkranz bei Caravaggio, die 1620 in der Kirche aufgestellt wurde.  Während Caravaggios Meisterwerk später von den österreichischen Meistern aus den südlichen Niederlanden gestohlen wurde, befinden sich de Vos' Werke noch immer in der Paulskirche.

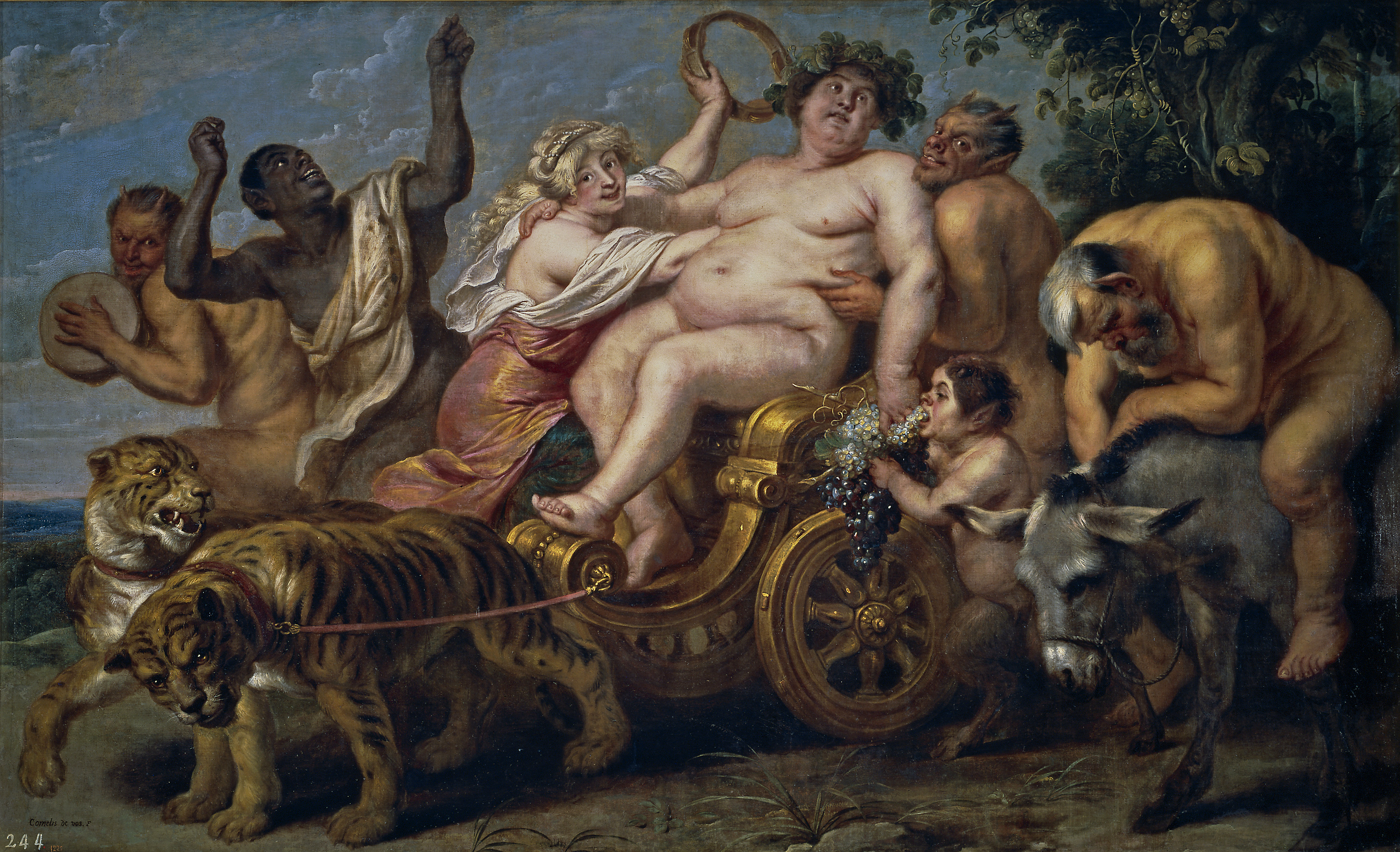
Der Triumph des Bacchus

De Vos assistierte Rubens bei den großen Aufträgen der Rubens-Werkstatt in den 1630er Jahren. Er arbeitete für Rubens am 'Blijde Inkomst' (feierlicher Einzuges) des Kardinal-Infanten Ferdinand in Antwerpen, ein Projekt, für das er zwölf königliche Porträts nach Rubens' Entwürfen malte. Zwischen 1636 und 1638 assistierte er Rubens zusammen mit seinem Bruder Paul und vielen anderen Antwerpener Künstlern bei der Ausschmückung des Torre de la Parada, eines Jagdschlosses Philipps IV. von Spanien, in der Nähe von Madrid. Cornelis trug vier Gemälde mit mythologischen Themen zu der für den Torre de la Parada angefertigten Serie bei: Der Triumph des Bacchus, Die Geburt der Venus, Apollon und der Python und Daphne von Apollon gejagt. Diese Werke befinden sich jetzt in der Sammlung des Museo del Prado. Sie sind gemalt nach Entwürfen von Rubens, die ebenfalls erhalten geblieben sind. Dadurch ist es möglich, die Entwürfe von Rubens mit den von Cornelis de Vos vollendeten Werken zu vergleichen. In Der Triumph des Bacchus ist der Pinselstrich von de Vos weniger energisch und frei als der in der Rubens-Skizze gezeigte. De Vos' Behandlung der Gesichter unterscheidet sich auch dadurch, dass sie weniger expressiv und dramatisch sind als in der Skizze.
Obwohl de Vos' Zusammenarbeit mit Rubens bei Projekten in den 1630er Jahren seinen Stil nicht beeinflusst zu haben scheint, so haben sie doch seine Technik beeinflusst.

## Werke (Auswahl)

### Porträts

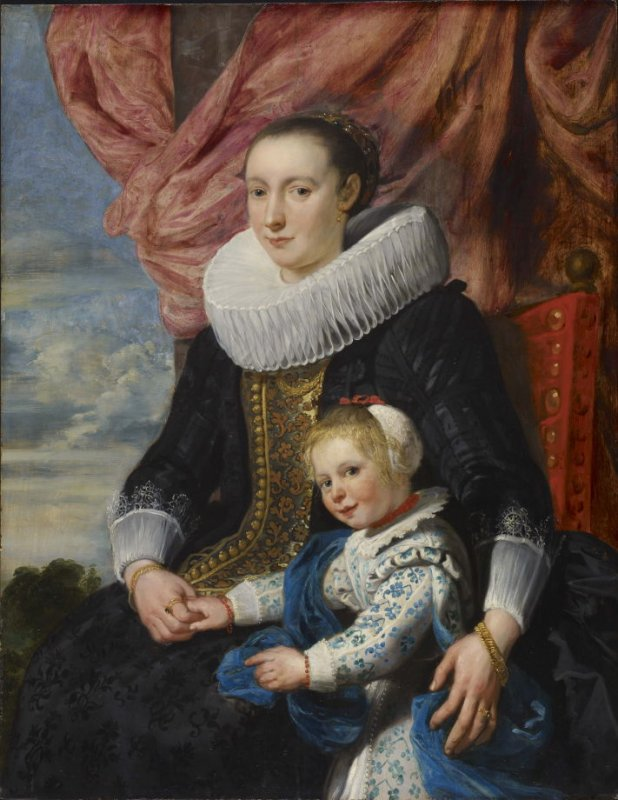
Bildnis einer Dame mit ihrer Tochter

- Der Meister und seine Familie, Eremitage, Sankt Petersburg, 1630s
- Abraham Grapheus, der Diener der Antwerpener Lukasgilde, Königliches Museum der Schönen Künste (Antwerpen), 1620
- Der Meister und seine Familie, Königliche Museen der Schönen Künste, Brüssel, 1621
- Bildnis einer Familie mit drei Kindern, Alte Pinakothek, München, um 1626
- Kinderbildnis Städelsches Kunstinstitut, Frankfurt/M.
- Anna Fredericx, Ehefrau von Jan Roose, Königliche Museen der Schönen Künste, Brüssel, 1622
- Cornelia (oder Elisabeth) Vekemans als junges Mädchen, Museum Mayer van den Bergh, Antwerpen. um 1625

### Religiöse Motive
- Die Rückgabe der heiligen Gefäße an den heiligen Norbert, Königliches Museum der Schönen Künste (Antwerpen)
- Die Salbung Salomos, Kunsthistorisches Museum,  um 1630
- Diogenes von Sinope trifft Alexander den Großen